# Unter weißen Segeln – Frühlingsgefühle
Unter weißen Segeln – Frühlingsgefühle ist ein deutscher Fernsehfilm von Erwin Keusch aus dem Jahr 2006. Der fünfte Teil der Fernsehreihe Unter weißen Segeln wurde am 10. März 2006 im Programm Das Erste erstmals ausgestrahlt. Als Gastdarsteller sind Walter Kreye, Dietrich Mattausch, Diana Körner, Johanna von Koczian und Krystian Martinek zu sehen. Gerit Kling verkörpert Saskia, die Cruise-Managerin, und Horst Janson den Kapitän Bernd Jensen.

## Handlung
Manfred, ein junger und charmanter Antiquitätenhändler, macht der geschiedenen Apothekerin Andrea einen Heiratsantrag und lädt sie zu einer Kreuzfahrt auf dem luxuriösen Fünfmaster Royal Clipper durch die Karibik ein. Andrea meint ihr Glück kaum fassen zu können, aber kaum auf Barbados angelangt gibt Manfred vor, geschäftlich nach New York reisen zu müssen. So verbringt Andrea den ersten Teil der Reise ohne seine Begleitung, wird aber bald von dem großspurigen Autohändler Karl und dessen Freund, dem schüchternen Witwer Berthold, umworben. Manfreds Ankunft verzögert sich immer mehr und schließlich bittet er Andrea schriftlich, auf Kuba von einem Kontaktmann ein wertvolles Schmuckstück entgegenzunehmen. Als Manfred schließlich wieder an Bord erscheint, wird er von der örtlichen Polizei festgenommen. Wie sich herausstellt, ist er ein lange gesuchter Betrüger und Schmuggler, der sich für seine Machenschaften gerne alleinstehender Frauen bedient. Andrea flüchtet sich in die Arme des sensiblen Witwers Berthold.
Kapitän Jensen macht sich Sorgen um die Kapitänswitwe Gerda. Sie ist passionierte Anhängerin des Tarot-Kartenspiels und meint den Karten entnehmen zu können, dass sich ihr Schicksal auf Kuba erfüllen wird, wo das Schiff ihres Mannes vor Jahren sank. Aufmerksam kümmert sich der Kapitän um die Witwe, begleitet sie auf ihren Gängen durch Havanna und kann sie schließlich davon überzeugen, dass die Karten nicht immer Recht haben.

## Kritik
TV Spielfilm schrieb: „Null Story, aber jede Menge gelackter Bilder. […] Vor hübsch-bunten Bildern aus der Karibik warten auf Deck nur die üblichen banalen Geschichten.“